# Emanuel Lasker
‎
Emanuel Lasker, nemški šahist, matematik in filozof, * 24. december 1868, Berlinchen, Brandenburška (sedaj Barlinek, Poljska), † 11. januar 1941, New York, New York, ZDA. 

## Življenjepis
Lasker je študiral matematiko in filozofijo na univerzah v Berlinu, v Göttingenu in v Heidelbergu in med študijem igral šah.
Leta 1894 je postal drugi svetovni šahovski prvak, ko je premagal Steinitza z 10. dobljenimi, 5. izgubljenimi igrami in 4. remiji (+10 -5 =4). Naslov prvaka je obdržal 27 let, najdlje od vseh svetovnih prvakov. Njegove velike turnirske zmage so London (1899), Sankt-Peterburg (1896 in 1914), New York (1924).
Leta 1902 je pod Hilbertovim mentorstvom doktoriral iz matematike. V matematiki je njegov najbolj znan prispevek dokaz Lasker-Noetherjeve izreka za poseben primer idealov v polinomskih kolobarjih, ki igra podobno vlogo kot praštevilski razcep za cela števila. Komutativni kolobar R se imenuje Laskerjev kolobar, če lahko vsak ideal R predstavimo kot presek končnega števila osnovnih idealov.
Ukvarjal se je tudi s filozofijo in je bil dober Einsteinov prijatelj.
Leta 1921 ga je premagal Capablanca (+4 -0 =10). Lasker je odstopil že leto prej, vendar ga je Capablanca hotel premagati v dvoboju.
Leta 1933 je moral zaradi judovskega porekla skupaj z ženo Martho Kohn zapustiti Nemčijo. Odpotovala sta v Anglijo. Po kratkem postanku v SZ sta se ustalila v New Yorku.
Lasker je znan po svojem »psihološkem« načinu igranja, kjer je včasih izbral teoretično slabšo potezo, če je vedel, da bo s tem spravil nasprotnika v neugoden položaj. V eni igri proti Capablanci v Sankt-Peterburgu leta 1914 je moral zmagati za vsako ceno in je izbral takšno otvoritev, ki je napeljala Capablanco, da je opustil svojo obrambo. Lasker je igro dobil. Njegova vera v psihološko igro se je pokazala tudi pri igri proti Tarraschu, za katerega je trdil, da ima telepatske sposobnosti in sta zato igrala v različnih prostorih. Ve se, kdo je zmagal.
Ena od njegovih najznamenitejših iger je proti Bauerju v Amsterdamu leta 1889, kjer je žrtvoval oba tekača za odločilno prednost, kar so kasneje ponovili v mnogih igrah. Njegovo ime uporabljajo v nekaterih različicah šahovskih otvoritev, kot je Laskerjeva obramba v daminem gambitu.